# Thomas Jöbstl (Nordischer Kombinierer)
Thomas Wolfgang Jöbstl (* 22. September 1995) ist ein österreichischer Nordischer Kombinierer.

## Karriere
Bei den nordischen Junioren-Skiweltmeisterschaften 2013 in der tschechischen Stadt Liberec wurde er im Team-Wettbewerb eingesetzt. Gemeinsam mit Franz-Josef Rehrl, Paul Gerstgraser und Philipp Orter gewann er hinter Deutschland und vor Japan die Silbermedaille.
Am 9. Februar 2014 konnte er im Alpencup beim Wettbewerb in Kranj zum ersten Mal einen Wettbewerb gelingen. In Chaux-Neuve konnte er am 8. März 2014 seinen zweiten Wettbewerb. Ein Jahr nach seinem ersten Sieg konnte er am 14. Februar 2015 erneut in Kranj gewinnen. Bei den nordischen Junioren-Skiweltmeisterschaften 2015 in der kasachischen Stadt Almaty wurde er erneut im Team-Wettbewerb eingesetzt und wurde gemeinsam mit Bernhard Flaschberger, Noa Ian Mraz und Paul Gerstgraser Junioren-Weltmeister vor Deutschland und Norwegen.
Am 14. Januar 2018 belegte er beim Continental Cup in Ruka nach dem Springen den neunten Platz und konnte sich im Langlauf seinen ersten Sieg im Continental Cup der Nordischen Kombination vor seinem Landsmann Martin Fritz und dem Norweger Harald Johnas Riiber sichern. Beim Continental Cup in Rena belegte er im Springen den 13. Platz und konnte sich im Langlauf seinen zweiten Continental-Cup-Sieg vor seinen Landsmann Bernhard Flaschberger und den Norweger Jens Lurås Oftebro sichern.
Er debütierte am 26. Januar 2018 beim Nordic Combined Triple in Seefeld im Weltcup der Nordischen Kombination. Bei seinem ersten Einsatz wurde er gleich beim Springen aufgrund eines nicht regelkonformen Anzugs disqualifiziert. Beim Weltcup in Hakuba am 3. Februar 2018 konnte er sein erstes Rennen beenden und beendete es auf den 33. Platz, wodurch er keine Weltcup-Punkte sammeln konnte. Seine ersten Weltcup-Punkte sammelte er einen Tag später in Hakuba. Nachdem er im Skispringen den 32. Platz belegt hatte, konnte er sich im Langlauf den 26. Platz vorarbeiten, sodass er fünf Weltcup-Punkte sammeln konnte.
Jöbstl ist aktiver Sportler des Heeressportzentrums des Österreichischen Bundesheers. Als Heeressportler trägt er derzeit den Dienstgrad Korporal.

## Erfolge

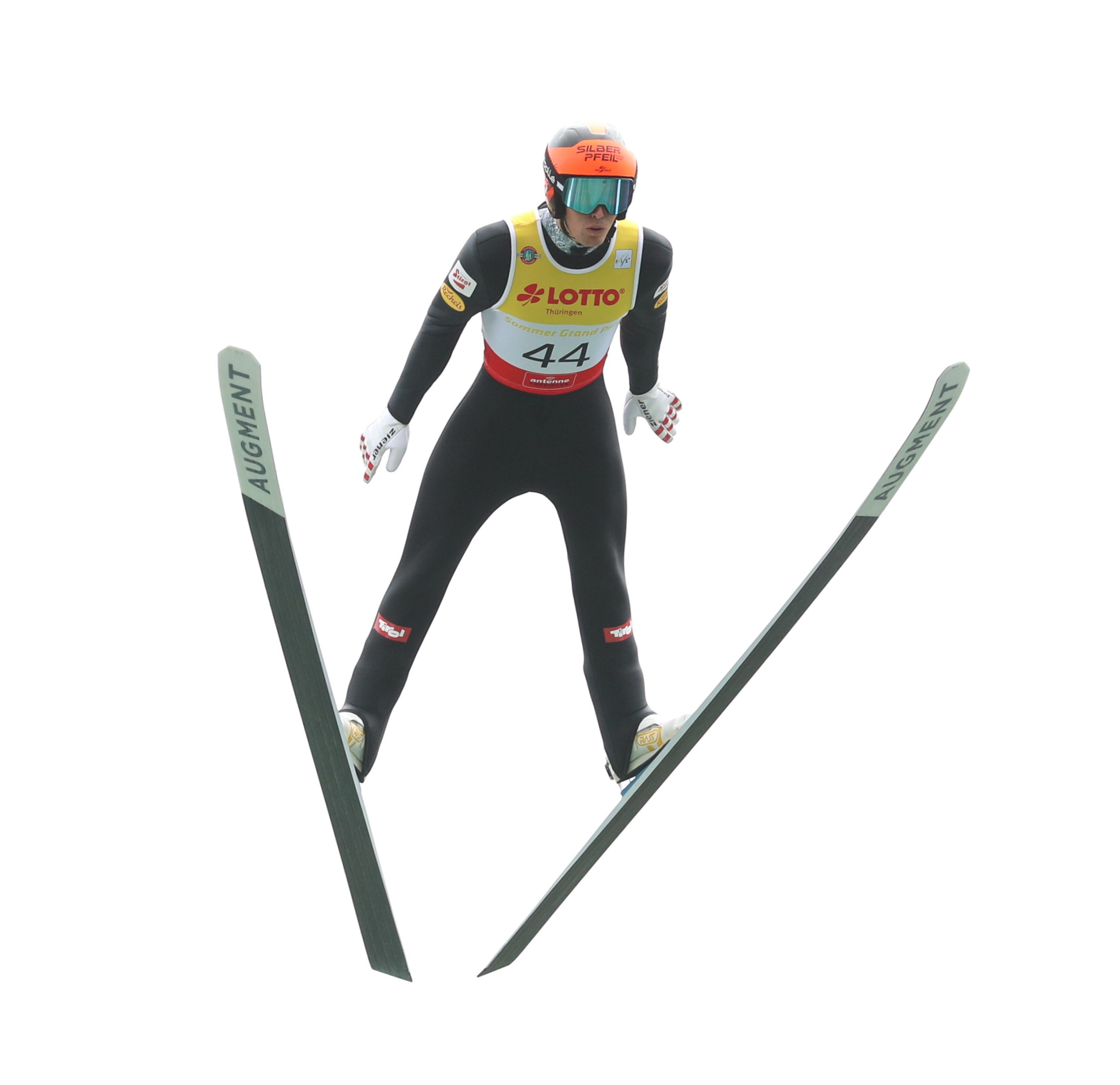
Jöbstl beim Sommer Grand Prix 2021 in Oberhof und Steinbach-Hallenberg

### Continental-Cup-Siege im Einzel
| Nr. | Datum           | Ort           | Disziplin               |
| --- | --------------- | ------------- | ----------------------- |
| 1.  | 14. Januar 2018 | Ruka          | Gundersen HS142/10 km   |
| 2.  | 20. Januar 2018 | Rena          | Gundersen HS111/10 km   |
| 3.  | 9. März 2019    | Nischni Tagil | Massenstart 10 km/HS100 |
| 4.  | 10. März 2019   | Nischni Tagil | Gundersen HS100/15 km   |

## Statistik

### Weltcup-Platzierungen
| Saison  | Platz | Punkte |
| ------- | ----- | ------ |
| 2017/18 | 70.   | 005    |
| 2018/19 | 48.   | 036    |
| 2019/20 | 17.   | 220    |
| 2020/21 | 24.   | 139    |
| 2021/22 | 35.   | 070    |

### Continental-Cup-Platzierungen
| Saison  | Platz | Punkte |
| ------- | ----- | ------ |
| 2012/13 | 74.   | 026    |
| 2013/14 | 85.   | 007    |
| 2014/15 | 63.   | 032    |
| 2015/16 | 11.   | 354    |
| 2016/17 | 15.   | 294    |
| 2017/18 | 01.   | 577    |
| 2018/19 | 03.   | 643    |